# Bleda (genre)
Pour les articles homonymes, voir Bleda (homonymie).
Genre
Bleda est un genre d'oiseaux de la famille des Pycnonotidae de l'Ouest et du centre africain.

## Liste d'espèces
Selon la classification de référence du Congrès ornithologique international (version 14.2, 2024) :
- Bleda syndactylus (Swainson, 1837) – Bulbul moustac
- Bleda eximius (Hartlaub, 1855) – Bulbul à queue verte
- Bleda canicapillus (Hartlaub, 1854) – Bulbul fourmilier
- Bleda notatus (Cassin, 1856) – Bulbul jaunelore
- Bleda ugandae Van Someren, 1915 – Bulbul aux yeux jaunes